# بدون خون
بدون خون (انگلیسی: Blood Free; کره‌ای: 지배종) یک مجموعه تلویزیونی محصول کره جنوبی به نویسندگی لی سو یون و با بازی جو جی هون، هان هیو جو، لی هی جون، لی مو سنگ و پارک جی یون است. این مجموعه از ۱۰ آوریل تا ۸ مه ۲۰۲۴، چهارشنبه‌ها در دیزنی پلاس منتشر شد.

## بازیگران

### اصلی
- جو جی هون در نقش وو چه وون[۵]
- هان هیو جو در نقش یون جا یو[۵]
- لی هی جون در نقش سون‌وو جه[۵]
- لی مو سنگ در نقش اون سان[۵]
- پارک جی یون در نقش جونگ هه دون[۵]

### مکمل
- کیم سانگ هو در نقش کیم شین گو[۶]
- جون سوک هو در نقش سو هی[۷]
- لی سو در نقش هونگ سه ایپ[۸]